# Philomel (Milton Babbitt)
Philomel, es una composición serial creada en 1964, la cual combina sintetizador con voz de soprano tanto en vivo como grabada. Es la obra más conocida del compositor estadounidense Milton Babbitt y fue planeada como una pieza para performance en el Museo Metropolitano de Arte, financiada por la Fundación Ford y encargada a la soprano Bethany Beardslee. Babbitt creó Philomel en el Centro de Música Electrónica de la Universidad de Columbia, del cual fue un miembro fundador.

## Sinopsis
Las tres secciones de la pieza están basadas en el mito de Filomela de Ovidio, una doncella sin la capacidad de expresión, su escape del Rey Tereo, y su transformación en un ruiseñor. En la segunda sección, John Hollander, el libretista, hace que Filomela se comunique con algunos de los habitantes del bosque en un eco en verso. De hecho, Hollander había escrito un libro sobre la Poesía en Eco, así que la sección está escrita no en eco directo sino en una muy elaborada e intrincada poesía. La tercera sección es una serie de cinco arias donde Filomela finalmente recupera su voz y canta sobre su vida.

## Métodos de composición
La pieza, un ejemplo de interpretación en vivo combinada con cinta, fue una de las primeras composiciones en el sintetizador y muestra el uso que Babbitt le da a la voz humana.
John Hollander, un poeta de la Universidad de Yale, escribió el libreto para Babbitt bajo condiciones específicas – sería para voz soprano sola y estaría interpretada con al menos cuatro conjuntos de altavoces alrededor de la sala de concierto. Esencialmente, Babbitt grabaría la voz de la soprano y la editaría a través de un sintetizador.
Para producir la pieza, Babbitt tuvo que crear los sonidos del sintetizador. Entonces tuvo que grabar la voz de la soprano en las secciones, sin embargo, para una gran parte de las veces, cantó directamente pero contestándose a sí misma mientras se realizaba el registro. La parte vocal era bastante sencilla ya que la soprano producía la parte dentro de los límites de la voz humana, pero Babbitt escribió para Beardsley de una manera que no había escrito de otra manera porque mucho de ella dependía de lo que pasaba electrónicamente. Philomel fue escrita, como la mayoría de las piezas de Babbitt, en cuatro pistas, con la disposición para la grabación en el Teatro Macmillan. La pieza no podría haber sido interpretada con intérpretes en directo.
Según lo señala el mismo Milton Babbitt: "Yo podría producir cosas más rápido de lo que cualquier pianista puede tocar o de lo que cualquier oyente puede oír. Éramos capaces de trabajar con mayores velocidades. Aquello era una de las cosas que más me interesaban – el timbre, el aspecto rítmico. Y aprendimos mucho. Era un dispositivo analógico y se le dio la información digital e instrucciones de switching... pasando a través de cables de oro muy caros que analizaron la información y luego grabados en cinta. Podría cambiar ciertas cualidades de un tono, manteniendo otras cualidades consistentes, como la frecuencia."
Maneras nuevas de combinar expresión musical y verbal fueron realizadas por el compositor y el poeta como: la música está tan articulada como la lengua y la lengua (los pensamientos de Filomel) están transformados en música (la canción del ruiseñor). El trabajo es una gama casi inacabable de semejanzas y diferencias entre discurso y canción, y los juegos de palabras musicales los cuales no serían alcanzables sin el uso del sintetizador.
La composición es "una re-interpretación de un scena drammatica con su distintiva estructura recitativo–arioso–aria".